# Vicente Greco

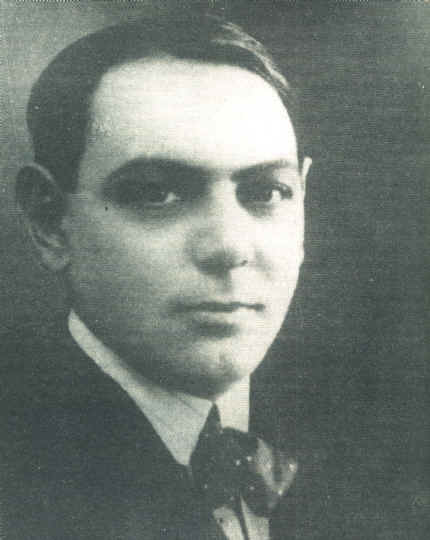
Vicente Greco

Vicente Greco (* 3. Februar 1888 in Buenos Aires; † 5. Oktober 1924 ebenda) war ein argentinischer Bandoneonist, Bandleader und Tangokomponist.

## Leben und Wirken
Greco war musikalischer Autodidakt. Schon als Jugendlicher trat er als Sänger auf und begleitete sich auf der Gitarre. Später spielte er Konzertina, bis er auf Anregung von Sebastián Ramos Mejía vierzehnjährig zum Bandoneon wechselte. Seine Technik vervollkommnete er als Sideman von Musikern wie Prudencio Aragón, Ernesto Zambonini, Lorenzo und Juan Borguessi. Gefördert wurde er von José De Caro, dem Vater Julio De Caros, der seit 1910 eine Musikschule betrieb.
Im Café La Turca trat er mit seinem Bruder Domingo und Ricardo Gaudencio auf, im Café El Estribo begleitet von Lorenzo Labissier (Bandoneon), seinem Bruder Domingo (Klavier), Vicente Pecci (Flöte) und Palito Abatte oder Francisco Canaro (Geige). Mit letzteren spielte er 1911 seine ersten Aufnahmen beim Label Taggini ein. Als Komponist war er erfolgreich mit Tangos wie El morochito, Rodríguez Peña und El flete, die zu Klassikern des Genres wurden.

## Kompositionen
- Alma porteña
- Argentina
- Ausencia
- Barba’e choclo
- Chicotazo
- Criollo viejo
- De raza
- El cuzquito
- El eléctrico
- El estribo
- El flete
- El garrotazo
- El mejicano
- El morochito (1905)
- El pangaré
- El pato de la Z
- El perverso
- El pibe
- Estoy penando
- Italianita
- Kiki
- La canota
- La gauchita
- La infanta
- La milonguera
- La paica
- La percanta está triste
- La regadera
- La viruta
- Los soñadores
- María Angélica
- Máscara dura
- Montaraz
- Muela careada
- Noche brava
- Ojos negros (1910)
- Pachequito
- Pobre corazoncito
- Popoff
- Pueyrredón
- ¡Qué nene!
- Racing Club
- Rodríguez Peña
- Saladillo
- Zazá